# Kuttanacaiman

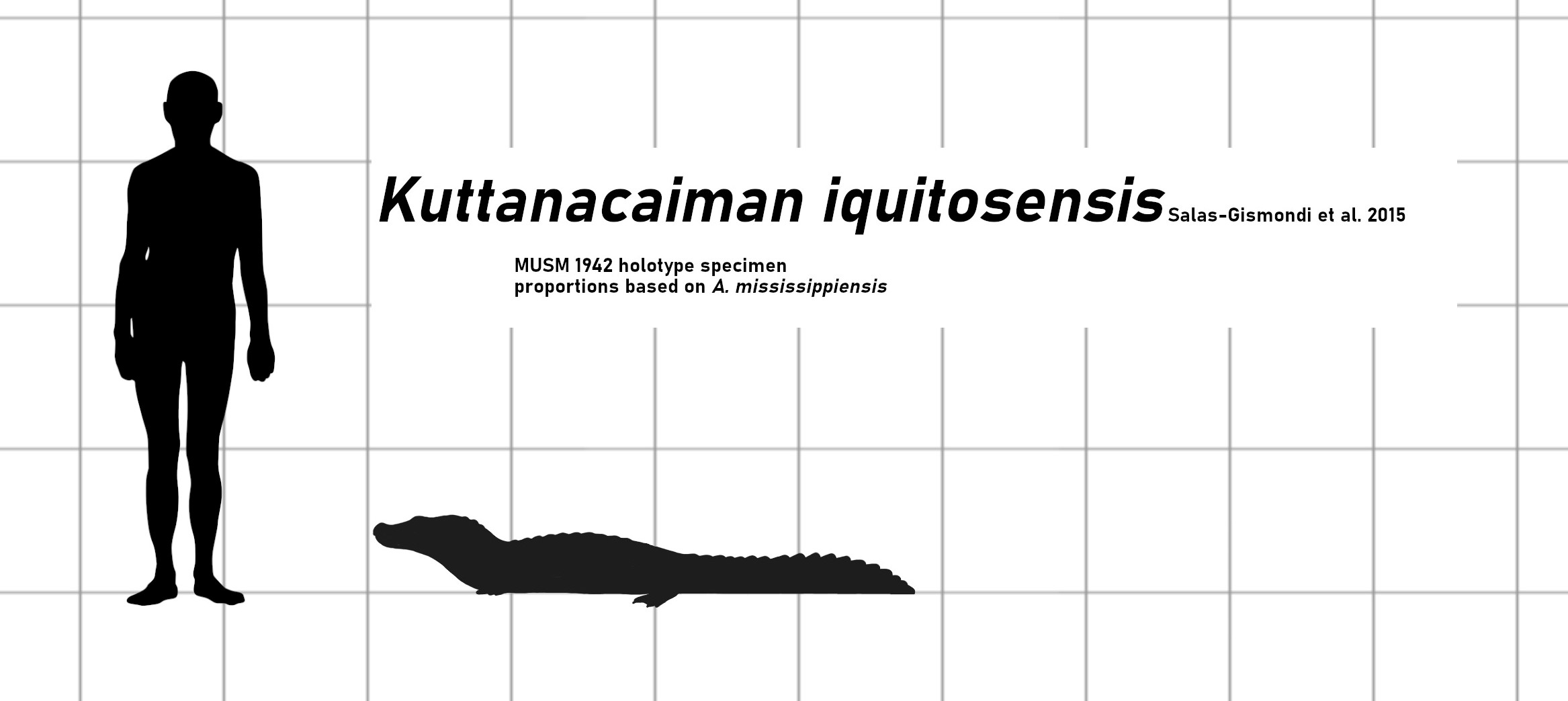
Порівняння розмірів Kuttanacaiman

Kuttanacaiman — монотиповий рід вимерлих кайманів, представлений типовим видом Kuttanacaiman iquitosensis. Куттанайман жив у нинішньому басейні Амазонки в середньому міоцені, приблизно 13 мільйонів років тому. Вид був названий у 2015 році на основі одного майже повного черепа та другого часткового черепа з формації Пебас поблизу Ікітоса, Перу. K. iquitosensis характеризується короткою округлою мордою та тупими зубами на задній частині щелеп, які, ймовірно, були пристосовані для дроблення прісноводних двостулкових молюсків. Орієнтовна загальна довжина його тіла становить від 171.2 до 189.1 сантиметрів.